# Liste de gares du canton de Genève
Cette page présente la liste des gares du canton de Genève par ordre alphabétique.

## Liste
Entre parenthèses se trouvent la commune sur laquelle la gare se trouve ainsi que les coordonnées géographiques de celle-ci.
- Gare de Bourdigny, CFF, désaffectée (Satigny, 46° 13′ 08″ N, 6° 02′ 44″ E)
- Gare de Céligny, CFF, désaffectée (Céligny, 46° 20′ 52″ N, 6° 12′ 00″ E)
- Gare de Chambésy, CFF (Pregny-Chambésy, 46° 14′ 33″ N, 6° 08′ 50″ E)
- Gare de Genève-Champel, CFF, mise en service le 15 décembre 2019 (Genève, 46° 11′ 34″ N, 6° 09′ 14″ E)
- Gare de Chêne-Bourg, CFF (ex-SNCF/CFEG), désaffectée en 1987 et rouverte entre le 11 décembre 2011 et avril 2013 puis fermée jusqu'au 15 décembre 2019 (Chêne-Bourg, 46° 11′ 48″ N, 6° 11′ 45″ E)
- Gare de Genève-Cornavin, CFF (Genève, 46° 12′ 36″ N, 6° 08′ 33″ E)
- Gare du Creux-de-Genthod, CFF (Genthod, 46° 15′ 49″ N, 6° 09′ 41″ E)
- Gare de Genève-Eaux-Vives, CFF (ex-SNCF/CFEG), fermée le 28 novembre 2011, rouverte le 15 décembre 2019 (Genève, 46° 12′ 03″ N, 6° 09′ 58″ E)
- Gare de Genève-Aéroport, CFF (Le Grand-Saconnex, 46° 14′ 03″ N, 6° 06′ 48″ E)
- Gare de Genève-Sécheron, CFF (Genève, 46° 13′ 20″ N, 6° 08′ 40″ E)
- Gare de Genthod - Bellevue, CFF (Genthod, 46° 15′ 24″ N, 6° 09′ 15″ E)
- Gare de Genève-La Praille, CFF, marchandises et exceptionnellement voyageurs (Lancy, 46° 10′ 40″ N, 6° 07′ 33″ E)
- Gare de La Plaine, CFF (La Plaine, 46° 10′ 43″ N, 6° 00′ 00″ E)
- Gare de Lancy-Bachet, CFF, mise en service le 15 décembre 2019 (Lancy, 46° 10′ 26″ N, 6° 07′ 50″ E)
- Gare de Lancy-Pont-Rouge, CFF (Lancy, 46° 11′ 19″ N, 6° 07′ 31″ E
- Gare de Meyrin (anciennement Vernier-Meyrin voyageurs, anciennement Vieux-Bureau), CFF (Meyrin, 46° 13′ 21″ N, 6° 04′ 37″ E)
- Gare de Pont-Céard, CFF (Versoix, 46° 17′ 14″ N, 6° 09′ 46″ E)
- Gare de Russin, CFF (Russin, 46° 11′ 16″ N, 6° 01′ 03″ E)
- Gare de Satigny, CFF (Satigny, 46° 12′ 51″ N, 6° 02′ 15″ E)
- Gare des Tuileries, CFF (Bellevue, 46° 15′ 00″ N, 6° 08′ 51″ E)
- Gare de Vernier (anciennement Cointrin), CFF (Vernier, 46° 13′ 15″ N, 6° 05′ 38″ E)
- Gare de Vernier-Meyrin Cargo, marchandises, CFF (Meyrin, 46° 13′ 20″ N, 6° 05′ 05″ E)
- Gare de Versoix, CFF (Versoix, 46° 16′ 47″ N, 6° 09′ 57″ E)
- Gare de Zimeysa, CFF (Meyrin, 46° 13′ 17″ N, 6° 03′ 57″ E)

## Localisation
| : Cliquer sur un lien bleu près de la gare · pour accéder à l'article correspondant · Les noms en italique indiquent des gares désaffectées. Gare de Bourdigny Gare de Céligny Gare de Chambésy Gare de Genève-Champel Gare de Chêne-Bourg Gare de Vernier Gare de Genève-Cornavin Gare du Creux-de-Genthod Gare de Genève-Eaux-Vives Gare de Genève-Aéroport Gare de Genève-Sécheron Gare de Genthod - Bellevue Gare de La Praille Gare de La Plaine Gare de Lancy-Bachet Gare de Lancy-Pont-Rouge Gare de Pont-Céard Gare de Russin Gare de Satigny Gare des Tuileries Gare de Vernier-Meyrin Cargo Gare de Versoix Gare de Zimeysa Gare de Meyrin |